# Dicranota brunettii
Dicranota (Rhaphidolabis) brunettii là một loài ruồi trong họ Pediciidae. Chúng phân bố ở vùng Indomalaya.